# محل تولد
محل تولد یا زادگاه (به انگلیسی: Place of birth) مکانی است که یک فرد در آنجا به‌دنیا آمده‌است. محل تولد افراد غالباً در مدارک شناسایی متعلق به آنها مانند شناسنامهٔ افراد و دیگر مدارک شناسایی درج می‌گردد.